# Класифікація кліматів Алісова

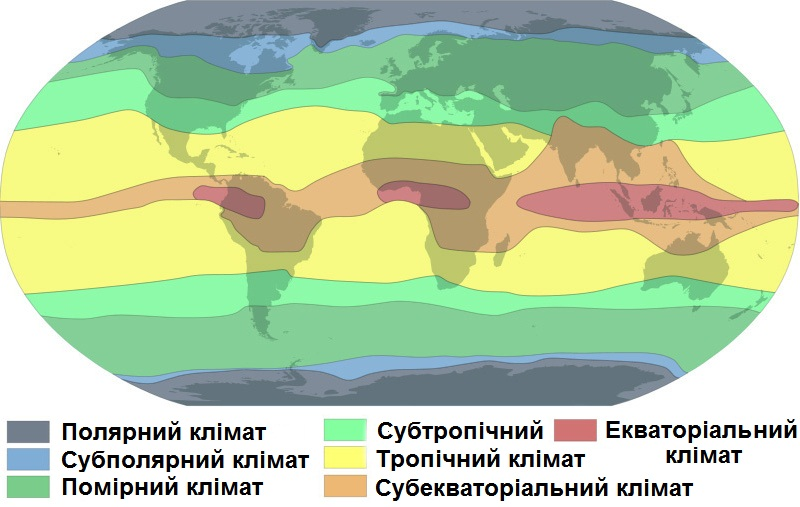
Кліматичні пояси Землі за Б. П. Алісовим

Класифікація кліматів Алісова — одна з систем класифікації типів клімату. Була запропонована Борисом Алісовим 1936 року, отримала розвиток в його докторській дисертації 1941 року «Генетична класифікація кліматів» (рос. «Генетическая классификация климатов») та детально опрацьована у 1950-ті. Класифікація Алісова не розповсюджена у світовій науці, а використовується переважно лише в пострадянських країнах.

## Опис
Алісов запропонував виділяти кліматичні зони та області виходячи з умов загальної циркуляції атмосфери. Сім основних кліматичних зон: екваторіальну, дві тропічні, дві помірні і дві полярні (по одній у кожній півкулі) — він виділяє як такі зони, в яких кліматоутворення цілий рік відбувається під переважаючою дією повітряних мас тільки одного типу: екваторіального, тропічного, помірного, арктичного і у південній півкулі — антарктичного повітря.
Між ними Алісов розрізняє шість перехідних зон, по три у кожній півкулі, що характеризуються сезонною зміною переважаючих повітряних мас. Це дві субекваторіальні зони, або зони тропічних мусонів, в яких влітку переважає екваторіальне, а взимку тропічне повітря; дві субтропічні зони, в яких влітку панує тропічне повітря, а взимку — помірне; субарктична і субантарктична, в яких влітку переважає помірне, а взимку арктичне або антарктичне повітря.
Межі зон визначаються по середньому положенню кліматологічних фронтів. Так, тропічна зона знаходиться між літнім положенням тропічних фронтів і зимовим положенням полярних фронтів. Тому вона буде увесь рік зайнята переважно тропічним повітрям. Субтропічна зона знаходиться між зимовим і літнім положенням полярних фронтів; тому вона і буде взимку знаходитися під переважаючою дією полярного повітря, а влітку — тропічного повітря. Аналогічно визначаються і межі інших зон.
| Широтна зональність ↓    | Морський клімат                                            | Континентальний клімат                        | Мусонний клімат              | Гірський клімат                            |
| ------------------------ | ---------------------------------------------------------- | --------------------------------------------- | ---------------------------- | ------------------------------------------ |
| Екваторіальний клімат    |                                                            |                                               |                              |                                            |
| Субекваторіальний клімат |                                                            |                                               |                              |                                            |
| Тропічний клімат         | Пасатний клімат                                            | Тропічний клімат                              | Тропічний мусонний клімат    | Муссоний клімат на тропічних плато         |
| Субтропічний клімат      | Субтропічний океанічний клімат і Середземноморський клімат | Субтропічний внутрішньоконтинентальний клімат | Субтропічний муссоний клімат | Клімат високих субтропічних нагірь         |
| Помірний клімат          | Помірний морський клімат                                   | Внутрішньоконтинентальний помірний клімат     | Помірний муссоний клімат     | Клімат гірських районів у помірних широтах |
| Субполярний клімат       | Субантарктичний клімат                                     | Субарктичний клімат                           |                              |                                            |
| Полярний клімат          | Арктичний клімат                                           | Антарктичний клімат                           |                              |                                            |